# Christoph 22
Christoph 22 ist der Funkrufname eines Rettungshubschraubers (RTH), der im Rahmen der zivil-militärischen Zusammenarbeit von Bundeswehr und ADAC hilft, die Notarztversorgung sicherzustellen. Stationiert ist der Hubschrauber am Bundeswehrkrankenhaus Ulm. Sein Einsatzgebiet ist die Region Ulm/Neu-Ulm, die Schwäbischen Alb, sowie Teile von Oberschwaben und Bayerisch-Schwaben. Der Einsatzradius beträgt etwa 50 bis 75 km.
Am 23. Mai 2015 wurde die ursprüngliche Stammmaschine vom Typ MBB/Kawasaki BK 117 mit der Kennung D-HBND, die 12 Jahre im Dienst war, außer Dienst gestellt und bereit für den Transport nach Neuseeland gemacht. Bis zum ursprünglich Ende 2016 oder Anfang 2017 geplanten Eintreffen des Nachfolgers, einer Airbus Helicopters H145, flog in Ulm eine BK 117 mit der Kennung D-HLIR. Anfang Dezember 2017 wurde die BK 117 durch die neue H145-Maschine ersetzt.
Ende 2021 wurde das Night-Vision-Imaging-Systems" (NVIS) eingeführt. Das Nachtsichtbrillensystem ermöglicht Flüge in Dämmerung und Dunkelheit durch eine Restlichtverstärkung. Dadurch wären Einsätze rund um die Uhr zwar möglich, aufgrund des geringen Bedarf in den Nachtzeiten und damit verbundenen höheren Kosten an Personal, wird die Einsatzbereitschaft nur an den Randzeiten hergestellt, was im Winter eine Verfügbarkeit des Rettungsmittels bis 20 Uhr bedeutet.

## Steckbrief
- Indienststellung: 2. November 1971
- Alarmierung: über die Rettungsleitstelle Ulm
- Standort: Bundeswehrkrankenhaus Ulm
- Hubschrauber:
  - 1. Bell UH-1D (bis 30. März 2003, Rufname: SAR Ulm 75)
  - 2. MBB/Kawasaki BK 117 (1. April 2003 bis 28. Mai 2018, Rufname: Christoph 22)
  - 3. Airbus Helicopters H145 (seit 28. Mai 2018, Rufname: Christoph 22)
- Betreiber:
  - 1. Bundesministerium der Verteidigung (bis 30. März 2003)
  - 2. ADAC Luftrettung GmbH (seit 1. April 2003)
- Piloten: ADAC Luftrettung GmbH
- Notärzte und Rettungsassistenten: Bundeswehrkrankenhaus Ulm, Abt. X (Anästhesie & Intensivmedizin)
- Einsatzzeiten: täglich von 07:00 Uhr bis 20 Uhr (Winter) oder Sonnenuntergang
- Einsatzgebiet: 50 bis 75 km Luftlinie um Ulm
- Einsätze 2007: 1.517[6]
- Einsätze 2008: 1.522[6][7]
- Einsätze 2012: 1.565[6]
- Einsätze 2014: 1.539[6]
- Einsätze 2015: 1.610[6]
- Einsätze 2016: 1.700[6]
- Einsätze 2017: 1.629[6]
- Einsätze 2018: 1.471[6]
- Einsätze 2019: 1.447[6]
- Einsätze 2020: 1.478[6]
- Einsätze 2021: 1.452[6]

## Einsatzbereich
Der Einsatzbereich des Christoph 22 erstreckt sich von Ulm aus in einem maximal 75 km großen Radius. Dieser Radius erstreckt sich bis nach Ellwangen im Norden, Münsingen im Westen, Memmingen im Süden und Augsburg in Osten.
An den Einsatzbereich von Christoph 22 grenzen folgende Rettungshubschrauber an:
- Christoph 65 (Dinkelsbühl)
- Christoph 40 (Augsburg)
- Christoph 17 (Kempten)
- Christoph 32 (Ingolstadt)
- Christoph 45 (Friedrichshafen)
- Christoph 51 (Stuttgart)

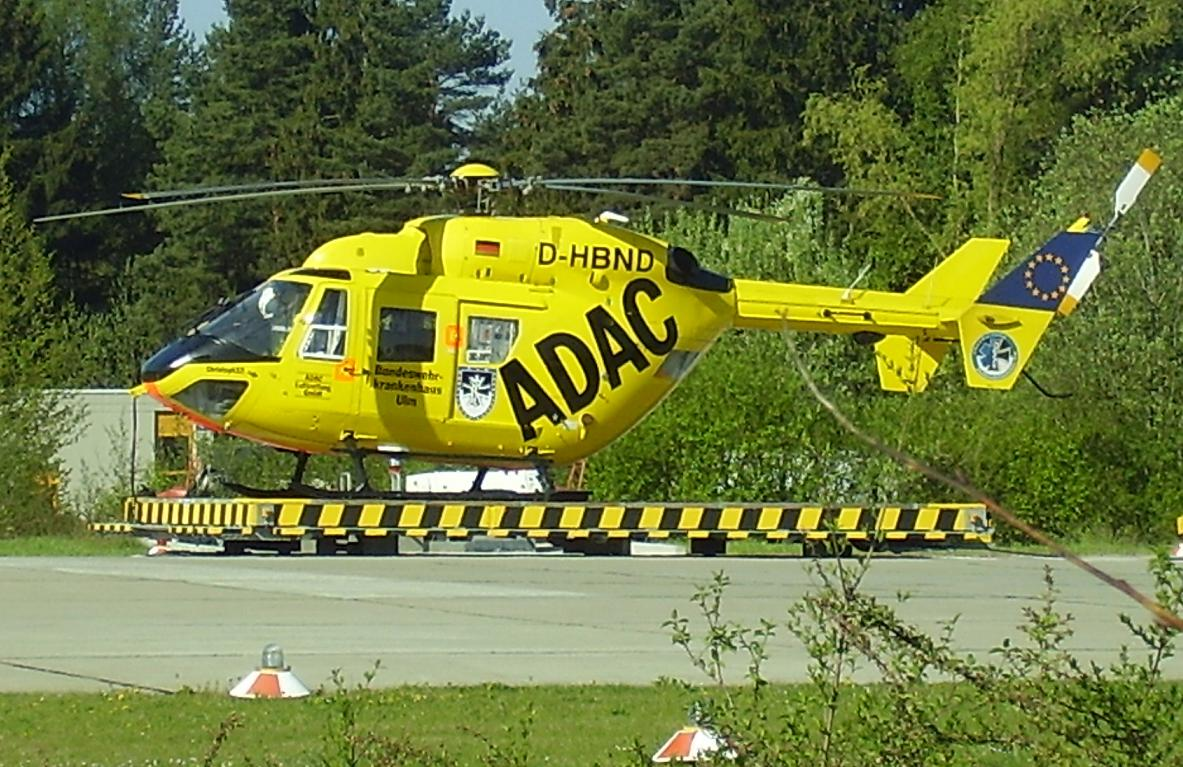
Christoph 22 (D-HBND, a. D.) auf dem Helipad
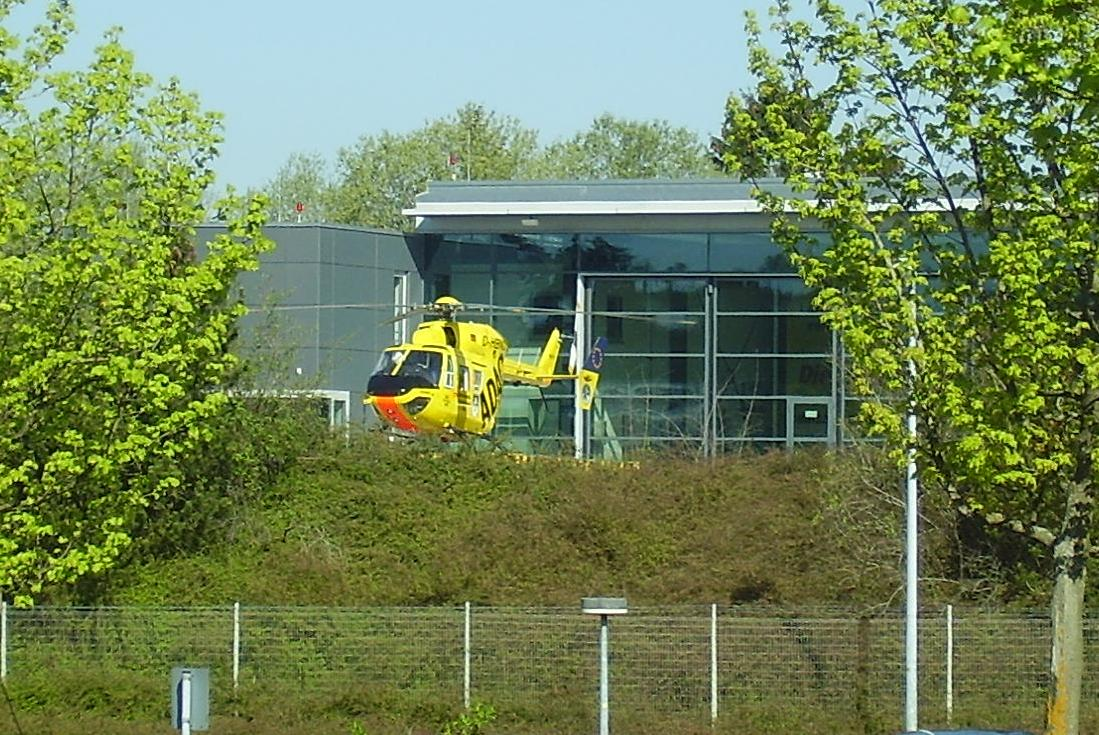
Christoph 22 (D-HBND, a. D.) vor dem Hangar
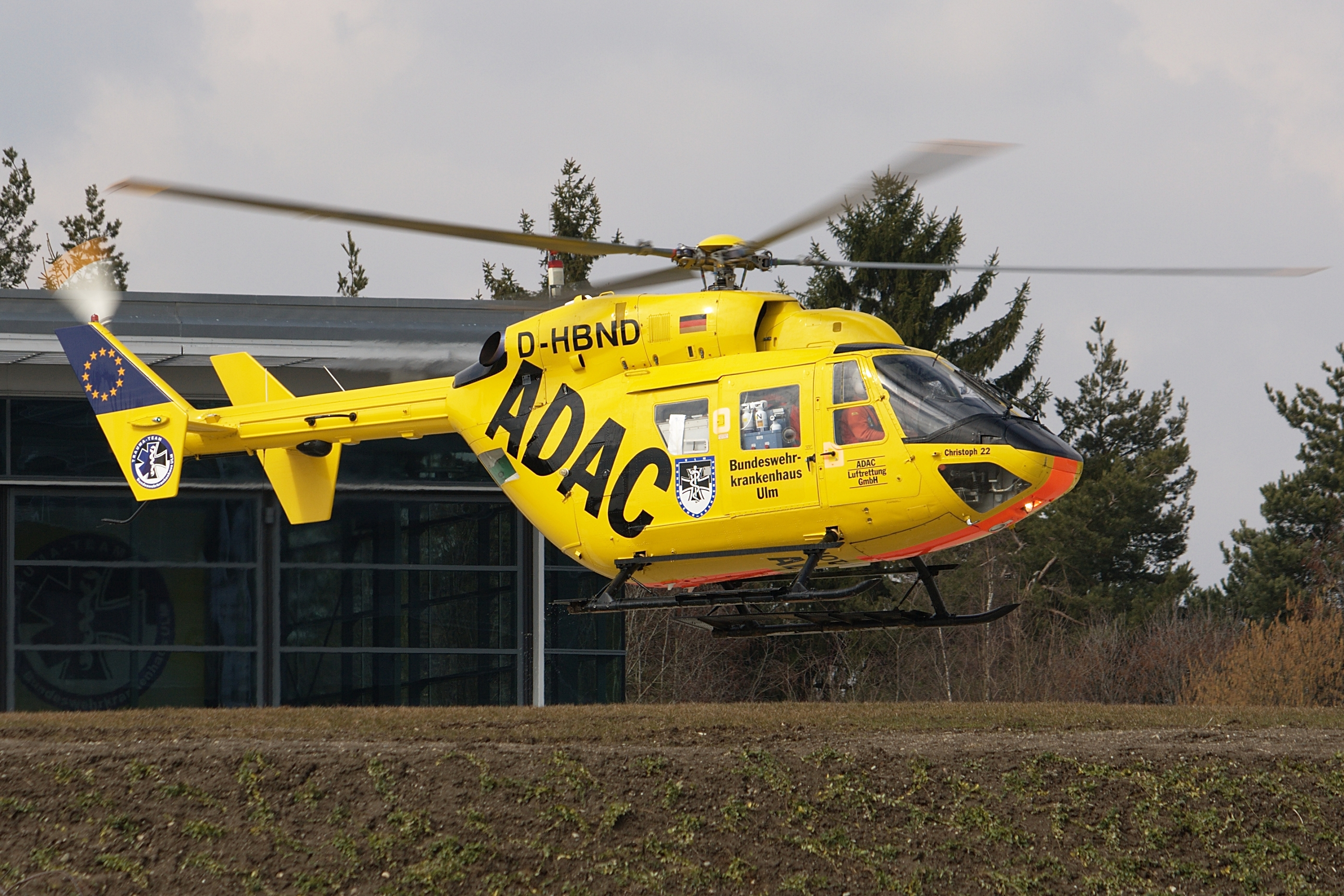
Christoph 22 (D-HBND, a. D.) vor dem Bundeswehrkrankenhaus Ulm
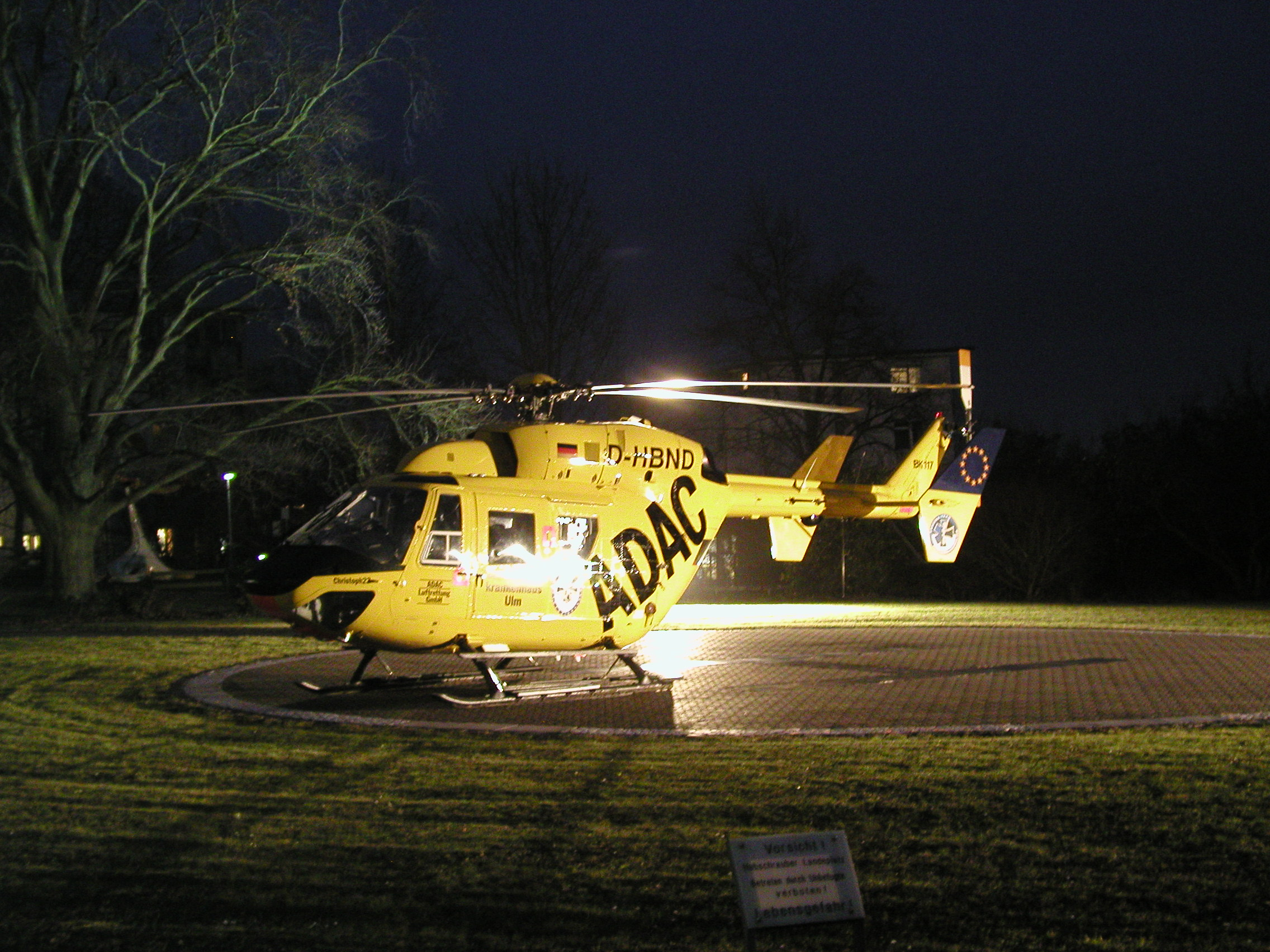
Christoph 22 (D-HBND, a. D.) bei Dunkelheit